# Branko (ponte)
Il ponte di Branko (in lingua serba Бранков мост, traslitterato Brankov most) è il secondo ponte per la sua lunghezza (dopo quello di Gazela) di Belgrado, la capitale della Serbia. Attraversa la Sava e collega il centro della città al comune di Novi Beograd.

## Presentazione
Il ponte è stato costruito nel 1957 in sostituzione del ponte Alexandre Ier, aperto alla circolazione il 16 dicembre 1934 e distrutto nel 1941.
Progettato come una strada veloce a tre vie, è effettivamente composto da due aperture separate, di cui la seconda è stata terminata nel 1979. È lungo 450 metri e poggia su un telaio di acciaio in un unico pezzo, con una campata centrale di 261 m di lato e si estende su 81,5 m ciascuna. È percorso ogni giorno da circa 90.000 veicoli e gli ingorghi sono frequenti.
Il nome ufficiale del ponte, ai tempi della Repubblica Socialista Federale di Jugoslavia, era "ponte della fraternità e dell'unità" (Most bratstva i jedinstva), ma gli abitanti di Belgrado non hanno mai adottato questo nome. Fu soprannominato "ponte della via Branko" (con riferimento al poeta romantico serbo Branko Radičević) o ancora "ponte della Sava" ("Savski most"). Quando il poeta Branko Ćopić si suicida buttandosi dal ponte nel 1984, il nome di "ponte di Branko" ha iniziato a diffondersi senza che si sapesse con precisione a quale Branko si riferiva.